# Субпрефектура Бутантан
Субпрефектура Бутантан (порт. Subprefeitura do Butantã) — одна з 31 субпрефектури міста Сан-Паулу, розташована на півночі міста. Її повна площа 56,1 км², населення понад 377 тис. мешканців. Складається з 5 округів:
- Бутантан (Butantã)
- Морумбі (Morumbi)
- Віла-Соня (Vila Sônia)
- Ріо-Пекено (Rio Pequeno)
- Рапозу-Таваріс (Raposo Tavares)